# George Jones (muzyk)
George Glenn Jones (ur. 12 września 1931 w Saratodze, zm. 26 kwietnia 2013 w Nashville) – amerykański piosenkarz i autor utworów muzyki country, mąż Tammy Wynette.
W 1992 roku Jones został wprowadzony do Country Music Hall of Fame. W 2012 wyróżniono go nagrodą Grammy Lifetime Achievement Award za całokształt twórczości.